# Пипунырова, Екатерина Викторовна
Екатерина Викторовна Пипунырова (род. 10 февраля 2000, Барнаул) — российская волейболистка, нападающая-доигровщица. 

## Биография
Екатерина Пипунырова начала заниматься волейболом в 12-летнем возрасте в барнаульской СДЮШОР № 2 у тренера Н. И. Гладских. Спустя три года приглашена в Краснодар и в 2015—2019 выступала за дубль местного «Динамо» в Молодёжной лиге чемпионата России. С 2017 — играла также и за основной состав «Динамо» (Краснодар). В 2021 заключила контракт с московским «Динамо».
В 2017 году Екатерина Пипунырова выступала за юниорскую сборную России, с которой стала бронзовым призёром Европейского юношеского олимпийского фестиваля. В 2018 с молодёжной сборной России выиграла серебряные награды чемпионата Европы, а в следующем году — «бронзу» чемпионата мира 2019. 
В 2021 году дебютировала в составе национальной сборной России в розыгрыше Лиги наций. Приняла участие в 8 матчах сборной на турнире и набрала 2 очка.

### Клубная карьера
- 2015—2019 —  «Динамо»-2 (Краснодар) — молодёжная лига;
- 2017—2021 —  «Динамо» (Краснодар) — суперлига;
- 2021—2024 —  «Динамо» (Москва) — суперлига;
- с 2024 —  «Локомотив» (Калининград) — суперлига.

## Достижения

### Клубные
- двукратная чемпионка России — 2023, 2025;
  - бронзовый призёр чемпионата России 2022.
- 3-кратный победитель розыгрышей Кубка России — 2022, 2023,  2025;
  - двукратный бронзовый призёр Кубка России — 2020, 2021.
- обладатель Суперкубка России 2023.
- бронзовый призёр розыгрыша Кубка Молодёжной лиги 2018.

### Со сборными
- бронзовый призёр чемпионата мира среди молодёжных команд 2019.
- серебряный призёр чемпионата Европы среди молодёжных команд 2018.
- бронзовый призёр Европейского юношеского олимпийского фестиваля 2017.
- чемпионка Всероссийской Спартакиады 2022 в составе сборной Москвы.